# Görög fémlepke
A görög fémlepke (Jordanita graeca) a csüngőlepkefélék (Zygaenidae) családjába tartozó Jordanita nem egyik rovarfaja.

## Elterjedése
Iraktól Kis-Ázsián, a Kaukázus vidékén és a Balkán dél-, délnyugati tájain elterjedt, a Pannon-régióban lokális. Alfajokra tagolt, két központú, iráni-pontomediterrán faunaelem. A Pannon-régióban a nevezéktani alfaj él.
Magyarországi elterjedése: a Bükk-vidéken, a Gödöllői-dombságon, a Kiskunság északi részén, a Velencei-hegységben, a Dunazug-hegyvidéken és a Keleti-Cserhátban lokális és ritka.
Sziklagyepek, sztyepplejtők, szikes sztyeppek lepkéje.

## Jellemzése
Az elülső szárny hossza hímeknél 7,5–12,5 mm, nőstény példányokban 7–12 mm. A szárnyak nagyon hasonlítanak a J. chloros fajéhoz, de kissé nyújtottabbak, alapszíne sötétebb zöld. A hímek csápjában az utolsó két ízen nincs nyúlvány, az azt követő 3–4 ízen igen rövid nyúlványok vannak. A valva ventrális tüskéje apró, a saccus fele olyan hosszú, mint a J. chloros-é. Oldalnézetben a nősténynél a ductus bursae L alakú, az ostium bursae ovális, a corpus bursae kerekded.

## Életmódja
Repülési ideje május végétől június végéig terjed. Ismert tápnövényei: Carduus hamulosus, Centaurea salonitana, Serratula radiata, Xeranthemum annuum. A lárva parazitája: Lomachantha parra.

## Védettség
Veszélyeztetettség, védelem: A magyar és a dél-szlovákiai populációk areaperemi helyzetűek, jelentős távolság választja el a balkáni népességtől. A degradált, főváros környéki élőhelyeken a faj részben eltűnt vagy az egyedszám rendkívül alacsony. Ebben a térségben közvetlenül veszélyeztetett. Az életciklus, a tápnövények köre csak részben ismert. Az élőhelyek részletes kutatása indokolt.